# Rachel Furness
Rachel Furness (* 19. Juni 1988 in Sunderland) ist eine nordirische Fußballspielerin. Sie steht derzeit beim FC Liverpool unter Vertrag und spielte 2005 erstmals für die A-Nationalmannschaft.

## Karriere

### Vereine
Rachel Furness spielte ab der Saison 2002/03 für die Chester-le-Street Ladies, bei denen auch die frühere englische Nationalspielerin Aran Embleton spielte. Ab 2004 studierte Furness am Gateshead College und spielte zusammen mit Jill Scott in der Frauenfußballmannschaft des Colleges sowie für den AFC Sunderland. Ab 2006 studierte sie an der Northumbria University, weshalb sie Sunderland verließ und für Newcastle United spielte. Wegen einer schwerwiegenden Knieverletzung rieten ihr Ärzte dazu, mit dem Fußballspielen aufzuhören. Furness entschied sich jedoch, weiterhin für Newcastle United zu spielen.
Im Sommer 2010 spielte sie in Island für UMF Grindavík, ehe sie zu Sunderland zurückkehrte. 2011 wurde sie an die Lincoln Ladies, die in der FA Women’s Super League spielten, ausgeliehen. Sie kam allerdings nur bei einem Spiel zum Einsatz und kehrte anschließend zu Sunderland zurück.
Im Januar 2017 verließ Furness Sunderland und wurde vom FC Reading verpflichtet. Ab dem 6. September 2019 wurde sie an Tottenham Hotspur ausgeliehen. Nach ihrer Rückkehr zu Reading wechselte sie am 28. Dezember 2019 zum FC Liverpool.

### Nationalmannschaft
Rachel Furness spielte im Frühjahr 2004 für die nordirische U-17-Mannschaft. Obwohl sie in England geboren wurde, durfte Furness für Nordirland spielen, da ihre Mutter in Belfast geboren wurde.
Nach Spielen für die nordirische U-17-Mannschaft und U-19-Mannschaft wurde Furness auch in der nordirischen Nationalmannschaft eingesetzt. Nachdem sie verletzungsbedingt zwei Jahre lang nicht für die Nationalmannschaft gespielt hatte, kam sie im Rahmen der Qualifikation zur Fußball-Weltmeisterschaft der Frauen 2011 wieder zum Einsatz. Sie erzielte vier Tote, darunter einen Hattrick im Spiel gegen Kroatien. Außerdem schoss sie beim Sieg im Spiel gegen Norwegen im Rahmen der Qualifikation zur Fußball-Europameisterschaft der Frauen 2013 ein Tor.
Furness spielte auch beim Pinatar Cup 2020 und bei der Qualifikation zur Fußball-Europameisterschaft der Frauen 2022 für die Nationalmannschaft, wobei Nordirland erstmals die Qualifikation gelang. Auch bei der Qualifikation zur Fußball-Weltmeisterschaft der Frauen 2023 kam sie wieder zum Einsatz. Bei der Fußball-Europameisterschaft der Frauen 2022 spielte sie in allen drei Vorrundenspielen. Die Mannschaft schied schließlich als Gruppenletzter aus.
Am 18. August 2022 kündigte Furness in den sozialen Medien an, dass sie in absehbarer Zukunft aus persönlichen Gründen nicht für internationale Spiele zur Verfügung stehen werde. Es handele sich allerdings nicht um einen vollständigen Rückzug. Mit 38 für die Nationalmannschaft erzielten Toren ist sie Rekordtorschützin der Mannschaft.
Furness nahm auch an der Sommer-Universiade 2009 in Belgrad und der Sommer-Universiade 2011 in Shenzhen teil.